# Muôn vị nhân gian
Muôn vị nhân gian (tiếng Pháp: La Passion de Dodin Bouffant, tiếng Anh: The Taste of Things) là một bộ phim điện ảnh Pháp thuộc thể loại lãng mạn – chính kịch ra mắt vào năm 2023 do Trần Anh Hùng làm đạo diễn kiêm viết kịch bản, với sự tham gia diễn xuất của hai diễn viên chính là Juliette Binoche và Benoît Magimel. Lấy bối cảnh vào năm 1885, bộ phim miêu tả mối tình lãng mạn giữa một nữ đầu bếp và một người sành ăn mà bà ấy phục vụ. Nhân vật người sành ăn được dựa trên nhân vật Dodin-Bouffant do Marcel Rouff tạo ra trong cuốn tiểu thuyết La Vie et la Passion de Dodin-Bouffant, người sành ăn (The Passionate Epicure) ra mắt vào năm 1924.
Phim đã được chọn để tranh giải Cành cọ vàng tại Liên hoan phim Cannes 2023, nơi phim được công chiếu lần đầu vào ngày 24 tháng 5 năm 2023 và Trần Anh Hùng thắng giải Đạo diễn xuất sắc nhất. Phim được công chiếu tại Pháp từ ngày 8 tháng 11 năm 2023, tại Mỹ từ ngày 9 tháng 2 năm 2024 và tại Việt Nam từ ngày 22 tháng 3 năm 2024.

## Nội dung
Năm 1885, Eugénie đã làm đầu bếp cho chủ nhà hàng nổi tiếng Dodin trong 20 năm. Cô được coi là xuất sắc trong lĩnh vực của mình. Trong những năm qua, bởi Eugénie cùng Dodin dành rất nhiều thời gian vào bếp cùng nhau nên giữa họ đã nảy sinh tình cảm. Tình yêu ẩm thực chung của họ đã tạo ra những món ăn độc đáo, ngon và tinh tế đến mức không nơi nào sánh kịp và thu hút nhiều thực khách từ khắp nơi trên thế giới. Tuy nhiên, Eugénie yêu tự do không bao giờ muốn kết hôn với Dodin. Sau đó, Dodin quyết định lần đầu tiên nấu ăn cho người mình yêu.

## Diễn viên
- Juliette Binoche vai Eugénie
- Benoît Magimel vai Dodin Bouffant
- Bonnie Chagneau-Ravoire vai Pauline
- Jean-Marc Roulot vai Augustin

## Sản xuất
Phim được quay tại một lâu đài ở Segré-en-Anjou Bleu, tỉnh Maine-et-Loire, vào tháng 4 và tháng 5 năm 2022. Đầu bếp người Pháp Pierre Gagnaire từng là giám đốc ẩm thực đồng thời xuất hiện trong phim với vai trò nhỏ như một đầu bếp.

## Giải thưởng và đề cử
| Giải thưởng           | Ngày trao giải      | Hạng mục          | Người được đề cử | Kết quả   | Ref.   |
| --------------------- | ------------------- | ----------------- | ---------------- | --------- | ------ |
| Liên hoan phim Cannes | 27 tháng 5 năm 2023 | Cành cọ Vàng      | Trần Anh Hùng    | Đề cử     |        |
| Liên hoan phim Cannes | 27 tháng 5 năm 2023 | Đạo diễn xuất sắc | Trần Anh Hùng    | Đoạt giải | [ 10 ] |